# 那村有香
那村 有香（なむら ゆか、6月7日 - ）は、日本の女性声優。愛知県出身。身長168cm。

## 来歴
2011年、俳協ボイスアクターズスタジオ第40期生。2013年、映像テクノアカデミア卒業。2014年から2023年まで東京俳優生活協同組合所属。

## 人物
資格は日商簿記検定2級、普通自動車免許。

## 出演

### テレビアニメ
- パズドラ（2018年 、テル、客）
- Free!-Dive to the Future-（2018年、子ども）
- Fairy gone フェアリーゴーン（2019年、 母親）
- ノー・ガンズ・ライフ（2019年 - 2020年）
- 戦翼のシグルドリーヴァ（2020年、首脳、店員）
- BLUE REFLECTION RAY/澪（2021年、担当者）

### 劇場アニメ
- 8月のシンフォニー -渋谷2002〜2003（2009年）
- 劇場版 Free!-Road to the World-夢（2019年、保育士）

### Webアニメ
- UR賃貸住宅 法人向け紹介用アニメ

### テレビ番組
- 5時に夢中!（コーナーナレーション）
- スパニチ!! 日本を今一度洗濯し候。
- 団塊スタイル
- Tokyo Photo Library
- 船越英一郎　京都の極み 番宣
- ものまねグランプリ

### ボイスオーバー
- ザ・プレミアム 井浦新 アジアハイウェイを行く
- ザ・プロファイラー 〜夢と野望の人生〜
- 世界一周 魅惑の鉄道紀行
- 世界で一番美しい瞬間
- ニュースな晩餐会
- 米倉涼子のミュージカルライフ〜ブロードウェイ生活と「ピピン」との出会い〜

### 吹き替え

#### 映画
- イップ・マン 宗師（ウィンシン〈チャン・チンユェン〉）
- エターナルズ（テレビ女性[2]）
- クレイジー・リッチ!（フェリシティ・ヤン〈ジャニス・コー〉）
- コンティニュー（ジェマ・ウェルズ〈ナオミ・ワッツ〉、ダイ・フェン〈ミシェル・ヨー〉）
- ジグソウ:ソウ・レガシー（ラボの担当者）
- 処刑台の獣たち（ニコール・クリーガン）
- 運び屋（アイリス〈アリソン・イーストウッド〉）※ソフト版
- ベケット
- マトリックス レザレクションズ（フィオナ[3]）
- ムーンフォール（ブレンダ〈カロリーナ・バルトチャック〉[4]）
- モンスターランナー 怪物大戦争（リンファ夫人〈クララ・ウェイ〉）
- ラスト・サマー -この夏の先に-

#### ドラマ
- アンブレラ・アカデミー2（ライラ）
- NCIS: ニューオーリンズ（ララ）
- 師任堂、色の日記（ミン・ジギュン）
- 三国志〜趙雲伝〜（柳撃児〈スン・シャオシャオ〉）
- ダーク・マテリアルズ/黄金の羅針盤（シスター・クララ〈モーフィッド・クラーク〉）
- ユーフォリア/EUPHORIA（レズリー・ベネット〈ニカ・キング〉）
- リンカーン 殺人鬼ボーン・コレクターを追え!（ダニエル〈クレア・コフィー〉）
- レジデント・エイリアン〜宇宙からの訪問者〜（アビゲイル・ホッジス〈デボラ・フィンケル〉）
- 浪漫ドクターキムサブ2（チュ・ヨンミ）

#### テレビ番組（吹き替え）
- プロジェクト・ランウェイ1（ミシェル・レズニアク・フランクリン）

### ラジオ
- SCHOOL OF LOCK! 君恋物語〜届け〜!（潤美）
- LOVE CONNECTION ショートドラマ

### その他コンテンツ
- AbemaTV 番宣
- 鹿島港ケーソン打継功法 施行紹介
- 最高裁判所 行訴法教材（秘書）